# Skołkowo
Skołkowo (ros. Ско́лково) – wieś w rejonie odincowskim obwodu (obłast’) moskiewskiego, na terenie zarządzanym przez samorząd osiedla typu miejskiego Nowoiwanowskoje.
Znajduje się we wschodniej części rejonu, w odległości 2 km na zachód od autostradowej obwodnicy Moskwy.
W 1998 roku we wsi zbudowano kompleks łączności satelitarnej firmy NTV-Plus.
18 marca 2010 na spotkaniu ze studentami – laureatami olimpiad przedmiotowych – prezydent Rosji Dmitrij Miedwiediew ujawnił plany stworzenia w Skołkowie ultranowoczesnego kompleksu naukowo-technologicznego w celu opracowania i komercjalizacji nowych technologii. Na terenie przyległym do wsi ma wyrosnąć miasto z populacją ok. 40 000.
Decyzja o budowie kompleksu – rosyjskiej Doliny Krzemowej – spotkała się z krytyką ze strony wielu dziennikarzy.
Prezydent Miedwiediew ogłosił, że ośrodkiem w Skołkowie będzie zarządzać ze strony rosyjskiej szef spółki „Renowa”, członek Akademii Nauk Wiktor Wekselberg. Koordynatorem międzynarodowym został Craig Barrett, były szef korporacji Intel.
Kierownikiem naukowym, a zarazem jednym z dwóch dyrektorów ośrodka, mianowano laureata Nagrody Nobla Żoresa Ałfiorowa.